# Владислав Длугош
Владислав Длугош (нар. 24 липня 1864 у Кракові, пом. 24 червня 1937 там само) — сенатор 1-го терміну Другої Польської Республіки, депутат польського парламенту, член Австрійської державної ради, міністр у справах Галичини та багаторічний президент Крайового нафтового товариства, член Ради Центрального союзу польської промисловості, гірничої промисловості, торгівлі та фінансів у 1920 р.

## Дитинство і юність
Він народився в 1864 році у місті Краків. Після закінчення 6 класів реальної школи в Кракові, він вивчав технічні науки в Празі . У 1887 році він приїхав до Сярів, невеликого села поблизу Горлиць, мотивований новиною про великі маєтки, створені завдяки швидкому розвитку нафтової промисловості. Він працював на нафтових копальнях у Сярах, Сенкові та Ропіці Гурній та в Кригу, пройшовши всі етапи нафтової кар'єри, від помічника коваля до начальника шахти. У цей час він познайомився з Вільямом Генрі Макгарві, який був у Кригупровів одне з перших у Польщі буріння з канадською системою біля Горлиць.

## Кар'єра в нафтовій промисловості
Все, що він мав, він вклав у власну копальню нафти в 1890 році і збанкрутував. Втративши весь свій статок, але збагатившись досвідом, він приєднався до компанії Мака Гарві, яку заснував разом з австрійським фінансистом Йоханом Сіменоном Бергхаймом. Длугош почав розвідку нафти поблизу Борислава, але безуспішно, тому врешті Мак Гарві вирішив закрити шахту та перенести її в інше місце. Проти своєї волі Владислав Длугош разом із Яном Рончковським, з яким познайомився в Сярах, продовжили буріння, використовуючи, як виявилося пізніше, новаторські для нафтової промисловості винаходи. У 1896 році Владислав Длугош на глибині 900 метрів дістався великих покладів нафти, і його шахта почала давати 40 тонн нафти на добу. Так він став мандрівникомБориславського басейну, який став проривом у нафтовій промисловості Польщі.
Після цієї події він став директором кількох шахт MacGarvey, повернувся до Сярів і одружився з Камілою Дембовською, донькою Владислава Дембовського, власника села. Свідками на цьому весіллі були Вільям Генрі Мак Гарві та Войцех Бєхоньський, бургомістр Горлиць на початку 20 століття. Владислав Длугош уже був незалежним підприємцем і надзвичайно багатою людиною. Він викупив його у тестя Сіари і збудував там великий палац у стилі модерн з чудовим парком, оранжереєю та гауптвахтою.
Був також нагороджений австрійським імператором Великою стрічкою ордена Залізної Корони та званням таємного надвірного радника.